# كامبادوس
بلدية كامبادوس (بالإسبانية: Cambados) هي بلدية تقع في مقاطعة بونتيفيدرا التابعة لمنطقة غاليسيا شمال غرب إسبانيا.

## الديموغرافيا
يبلغ عدد سكان بلدية كامبادوس 13.946 نسمة عام 2011 (وفقاً للمعهد الوطني للإحصاء الإسباني).
| 12.936 | 13.067 | 13.438 | 13.581 | 13.591 | 13.708 | 13.946 |

## توأمة
لكامبادوس اتفاقيات توأمة مع:
- جبل القديس ميشيل